# Con Leahy
Cornelius Leahy, detto Con (Cregane, 27 aprile 1880 – Manhattan, 18 novembre 1921), è stato un altista e triplista britannico.

## Palmarès
| Anno | Manifestazione            | Sede   | Evento        | Risultato | Misura  | Note |
| ---- | ------------------------- | ------ | ------------- | --------- | ------- | ---- |
| 1906 | Giochi olimpici intermedi | Atene  | Salto triplo  | Argento   | 13,98 m |      |
| 1906 | Giochi olimpici intermedi | Atene  | Salto in alto | Oro       | 1,775 m |      |
| 1908 | Giochi olimpici           | Londra | Salto in alto | Argento   | 1,88 m  |      |